# Brahman
Pour les articles homonymes, voir Brahman (homonymie).
Ne doit pas être confondu avec Brahmā.
 (juillet 2022).
Si vous disposez d'ouvrages ou d'articles de référence ou si vous connaissez des sites web de qualité traitant du thème abordé ici, merci de compléter l'article en donnant les références utiles à sa vérifiabilité et en les liant à la section « Notes et références ».
Brahman \bʁa.man\ (devanāgarī: ब्रह्मन्) est un terme sanskrit qui est utilisé dans plusieurs religions de l'Inde telles que le védisme, le brahmanisme et l'hindouisme. Il désigne selon le contexte : « les textes védiques ; la puissance mystérieuse grâce à laquelle les rites sont efficaces ; le Sacré ; l'Absolu ; la seule Réalité dont la manifestation (māyā) n'est qu'une illusion, la Conscience qui se connaît en tout ce qui existe, l'existence supracosmique qui sous-tend le cosmos ». Le terme Brahmā désigne quant à lui la manifestation du Brahman, c'est le dieu démiurge de la Trimūrti.
Le terme Brahman apparaît dans le plus ancien texte védique, Rig-Véda, et qualifie d'abord le Sva (Soi suprême) conçu comme origine du Tout et qui culmine, dans le védisme, en Prajapati. Dans l'hindouisme et plus particulièrement dans la métaphysique du vedānta, il se rapporte à la conscience cosmique présente en toute chose, au « soi-même (ātman) immanent en tout être psychique », à l'Absolu transcendant et immanent (cf. panenthéisme), au principe ultime qui est sans commencement ni fin, sans naissance ni mort. Il est parfois évoqué un Brahman supérieur, le Parabrahman.
Il n'y a pas de temple qui lui soit consacré et ceci,  d'après des Puranas, serait dû à son "intérêt" incestueux pour sa fille Uṣas. Shiva le traite de menteur et le maudit.

## Approche linguistique

### Morphologie du mot brahman
Ce mot de la langue sanskrite se construit sur la racine verbale BṚH- dont le sens épouse celui des verbes français « fortifier, accroître, augmenter, agrandir ». Le participe bṛhant- se traduit par « puissant, abondant, vaste, grand ».
Le mot brahman (ब्रह्मन् prononcé [brəhmən]) est un dérivé primaire de la racine BṚH- portée au degré plein (degré guṇa) par insertion dans la racine d'une voyelle a- (BRAH-), et complétée par le suffixe -man. Brahman est un nom d'action de genre neutre, signifiant littéralement « fortification, croissance, augmentation ».
À l'époque védique, l'accent tonique permet de distinguer nom d'action et nom d'agent. L'accentuation effectuée sur la racine verbale donne au mot la valeur d'un nom d'action dont le genre est généralement neutre : bráhman. Lorsque l'accent porte sur le suffixe, le mot reçoit la valeur d'un nom d'agent de genre masculin : brahmán, qui signifie alors « ce qui fortifie, ce qui produit une croissance, une abondance, une majesté ».
Le « Dictionnaire philosophique » de Voltaire et l'« Anacalypsis » de Godfrey Higgins tentent de rapprocher le nom indien Brahman du nom hébreu Abraham.

### Termes dérivés
Porter la voyelle initiale d'un nom à l'état accru (vṛddhi) suffit souvent à transformer ce nom en adjectif. À partir du nom brahman se forme un adjectif de forme masculine brāhma- qui devient brāhmī- au féminin. Le français traduit cet adjectif par « brahmanique » au sens de « favorable au brahman ».
Un autre dérivé compose la racine au degré accru (vṛddhi) et un suffixe -ana permettant de noter « le fait d'accomplir le verbe radical ». Le mot brāhmaṇa (ब्राह्मण prononcé [brα:hməNə)] est initialement un adjectif signifiant « relatif au brahman » qui, qualifiant un membre de la caste sacerdotale védique, devient le nom masculin brāhmaṇa qui désigne un prêtre védique nommé « brahmane » en français. Ce mot est aussi un nom de genre neutre, brāhmaṇa, qui désigne littéralement « le fait d'accroître » le corpus littéraire védique originel (les trois Védas et l'Atharva-Véda) par des commentaires en prose rédigés par différents auteurs brahmanes de l'antiquité.
Pour éviter la confusion entre brāhmaṇa nom neutre signalant un ensemble d'ouvrages littéraires, et brāhmaṇa nom masculin (brāhmaṇī au féminin) désignant la personne d'un brahmane, la langue anglaise utilise en ce dernier cas le mot brahmin.

## Approche conceptuelle

### Hindouisme en général
Selon la conception hindouiste, Brahman ne peut se définir qu'en énonçant ce qu'il n'est pas (neti-neti, en sanskrit : ni ceci, ni ceci ). Il est décrit comme la réalité infinie, omniprésente, omnipotente, incorporelle, transcendante et immanente qui est la base divine de toute l'existence. 
Il est grammaticalement neutre, mais peut être exceptionnellement traité comme masculin. Il est vérité infinie, conscience infinie et bonheur infini. Dans les Veda, Brahman existe depuis toujours et existera à jamais. Il est en toute chose mais transcende toute chose, il est la source divine de toute Vie. C'est l'Absolu divin : tous les dieux de la religion hindoue ne sont que ses facettes, des incarnations du Brahman. 
L’Atharva-Véda indique qu'Īshvara (le « Seigneur Suprême ») est une épithète de Brahman. Īshvara peut complètement être identifié avec la vérité suprême Brahman, comme par la philosophie Dvaita Vedānta, ou partiellement comme une manifestation mondaine du Brahman. Il a des attributs (positifs), mais Brahman n'a pas d'attribut. 
Voici comment Brahman est défini dans la Bhagavad-Gītā : « Cet univers est tout entier pénétré de Moi, dans Ma forme non manifestée. Tous les êtres sont en Moi, mais je ne suis pas en eux. Dans le même temps, rien de ce qui est créé n'est en Moi. Vois Ma puissance surnaturelle! Je soutiens tous les êtres, Je suis partout présent, et pourtant, Je demeure la source même de toute création. De même que dans l'espace éthéré se tient le vent puissant, soufflant partout, ainsi, sache-le, en Moi se tiennent tous les êtres. »
La fascination d'un yogi pour les Dieux peut être un obstacle dans l'atteinte du Brahman : « Celui qui se laisse fasciner par un Dieu, si grand soit-il, a plus de peine à conquérir Brahman que le ver de terre qu'attend encore une évolution infinie. C'est pour cela que tout en adorant avec ferveur Shiva, la Mère Elle-même, le yogin ne doit jamais cesser de garder à sa conscience l'unique et prédominante nostalgie de l'Absolu. Alors son adoration de Shiva, de la Mère [Aditi] ou de n'importe quel autre Dieu le conduira au But de sa course. »

### Veda et Brahmanas
Le terme brahman figure dans les textes les plus archaïques du védisme. Il apparaît notamment dans le plus ancien texte védique, cette collection de versets de louanges (la ṛksaṃhitā) que la tradition transmet jusqu'à nos jours sous le nom de ṛgveda signifiant « connaissance des versets ». La date de composition de cette œuvre antique varie, selon les auteurs, entre -1500 et -900 avant l'ère courante voire vers -1200 avant l'ère courante. On y trouve quelques allusions au brahman telle, par exemple, cette invocation (sūkta) à Indra : « Toutes ces offrandes de soma sont pour toi, ô héros, je te fais brahman pour te renforcer ».

### Upanishads
Dès les premières Upaniṣads, la notion de brahman comme puissance suprême du yajña, le sacrifice védique, puissance magique et religieuse concentrée en Prajāpati, est réinterprétée comme puissance spirituelle et but suprême de toute connaissance (vidyā). La Bṛhadāraṇyaka Upaniṣad (II. 3. 1) livre l'assertion suivante : « brahman se manifeste vraiment sous deux modes, avec forme (saguṇa) et sans forme (nirguṇa), mortel et immortel, stable et instable, ceci et cela ».

### Vedānta
Les Brahmasutra forment une collection incomplète d'aphorismes dont l'auteur serait Bādarāyaṇa, dont la date varie de 200 ans avant l'ère courante à 200 ans de l'ère courante. Ce recueil contient plusieurs versets (sutras) utilisé par les écoles de l'Uttara mīmāmsā (Vedānta) et généralement connus sous l'appellation de Vedānta sutras.
L'Advaita Vedānta (école de la non-dualité), affirme la non différenciation de l'individualité ou l'âme individuelle (jīvātman) et de la Totalité (Brahman) .
Dans l’école Dvaita (de la dualité), Dieu (Brahman), la matière et les âmes constituent les trois réalités majeures qui sont distinctes, et Dieu est indépendant par rapport aux deux autres réalités qui entretiennent entre elles des relations de dépendance.

#### Advaita Vedānta
Selon la philosophie de l'Advaita Vedānta, le Brahman est la réalité ultime. Par rapport à lui, tout autre, comprenant Dieu et le monde sont une illusion. Quand l'homme essaye de connaître le Brahman sans d'attribut avec son esprit, sous l'influence d'une puissance illusoire de Brahman, appelée la Māyā, Brahman devient le « Dieu (Īshvara) ». Le Dieu est Brahman avec sa Māyā. Il est « Saguna Brahman », ou Brahman avec des attributs positifs. Il est omniscient, omniprésent, incorporel, indépendant, créateur du monde, son gouverneur et également son destructeur. Il est éternel et immuable. Il est immanent et transcendant. Il peut même être considéré comme disposant d’une personnalité. Il est le sujet du culte (vénération). Il est la base de la moralité et donateur des fruits de son Karma (les actions). Il règne sur le monde avec sa Māyā. Cependant, alors que Dieu est le seigneur de la Māyā, elle est toujours sous sa commande, les êtres vivants (jiva, dans le sens des humains en tant qu'individus) sont les domestiques de Māyā (sous forme d'ignorance). Cette ignorance est la cause du malheur et du péché dans le monde mortel. Tandis que Dieu est bonheur infini, les humains sont sujets aux plaisirs duels et donc finis. La réalité ultime demeure Brahman, et rien autrement. L'âme individuelle (le soi) de toutes les créatures vivantes s'appelle l'Ātman. La connaissance vraie du Brahman est exigée pour obtenir la libération du cycle des renaissances (réincarnations), qui s'appelle Moksha. Après Moksha, il n'y a absolument aucune différence entre le Brahman et l'Atman d'une personne.

#### Dvaita Vedānta
Selon la philosophie du Dvaita Vedānta, le Brahman et le Dieu sont un et le même. Dieu peut être considéré pour avoir une forme anthropomorphique pour le culte de la dévotion. La plupart du temps, les Dvaitistes aiment regarder le Brahman comme Vishnou ou Krishna (une de ses incarnations). En outre, l'Atman et le Brahman sont différents. La dévotion, ou la Bhakti, est la meilleure manière d'obtenir Moksha, qui est considéré comme atteindre la demeure de Vishnou.